# Havixbeck
Havixbeck est une ville de Rhénanie-du-Nord-Westphalie (Allemagne), située dans l'arrondissement de Coesfeld, dans le district de Münster, dans le Landschaftsverband de Westphalie-Lippe, à 15 km à l'ouest de Münster.

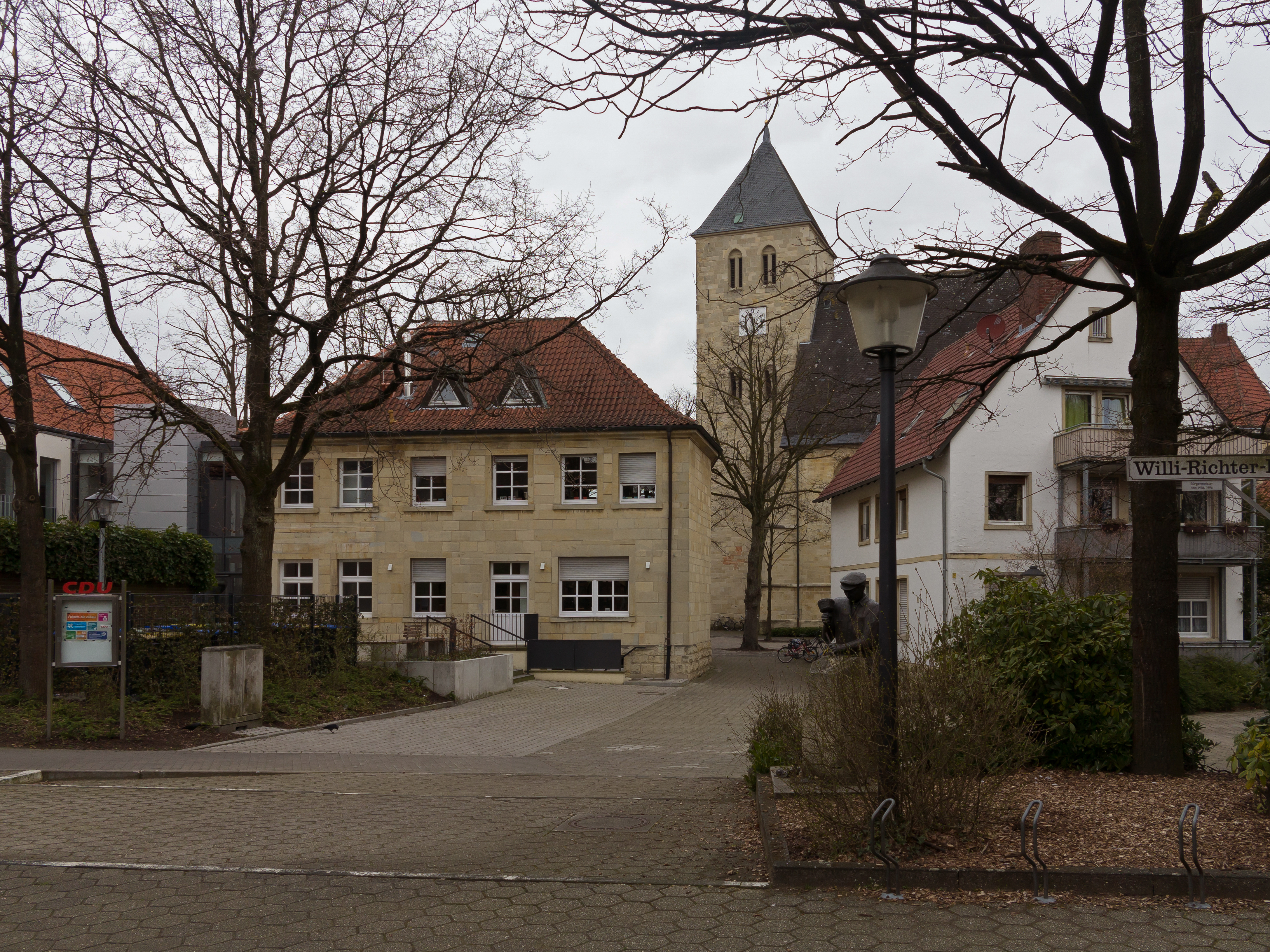
Sculpture (der Steinhauer) avec l'église catholique (Pfarrkirche Sankt Dionysius)

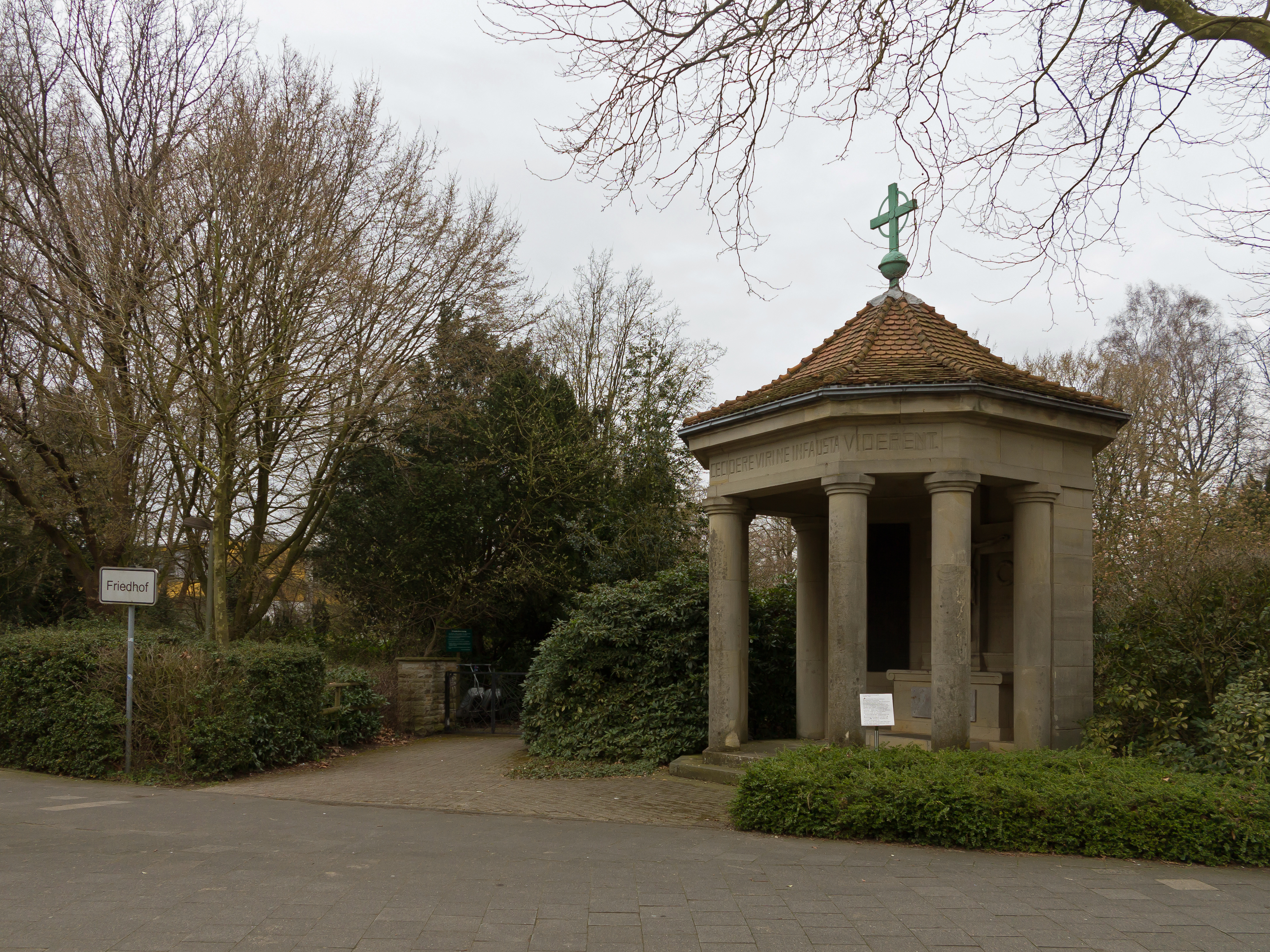
Chapelle: Kriegersgedächtniskapelle

## Monuments et lieux
- Ancienne abbatiale de l'abbaye de Hohenholte, devenue église paroissiale.
- Château Hülshoff

## Personnalités liées à la ville
- Annette von Droste-Hülshoff (1797-1848), écrivain née au château Hülshoff.
- Manfred Botzenhart (1934-2007), historien mort à Havixbeck.

## Jumelage
Bellegarde (France) dans le Loiret